# Perda auditiva induzida por ruído
A Perda Auditiva Induzida por Ruído (PAIR) é a alteração dos limiares auditivos resultante da exposição prolongada e contínua a elevados níveis de pressão sonora (Anexo 1 - Norma Regulamentadora n° 7 - NR7). Caracteriza-se como uma perda auditiva sensorioneural e tem como características principais a irreversibilidade e a progressão gradual com o tempo de exposição ao risco, isto é, uma vez que as células ciliadas forem lesadas não há como recuperá-las. A princípio, há o acometimento dos limiares nas frequências mais agudas, como, por exemplo, na faixa de 3000 a 6000 Hz. No entanto, caso a exposição não cesse, as frequências graves também serão lesionadas.
Como já citado, a deterioração da audição acarretada pela PAIR pode ser devido a exposição crônica e repetida ao ruído mas também pode ocorrer devido a uma exposição curta mas de grande impacto, como um tiro ou uma explosão, chamado de Trauma Acústico. Contudo, o mesmo padrão ocorre: o som forte provoca super estimulação das células ciliadas, levando à lesão permanente ou morte das mesmas.
Por sua etiologia, geralmente ocorre em trabalhadores expostos a ambientes muito ruidosos e pensando nisso, existe a terminologia perda auditiva ocupacional, pois além do ruído, outros agentes de risco presentes nos ambientes de trabalho, como produtos químicos e vibração, que em ação combinada, podem levar ao desenvolvimento de uma perda auditiva. Mas além dos fatores ocupacionais, a PAIR também pode ocorrer devido a exposições ao ruído ambiental ou em atividades recreativas, sociais e militares. Sendo assim fica em evidencia a importância de trazer ao conhecimento de todos que a Perda Auditiva Induzida por Ruído (PAIR) acontece não somente em indústria e sim no nosso dia a dia.
Apesar da PAIR, por si só não indicar incapacidade ao trabalho, de acordo com a portaria nº 6.734 de 9 de Março de 2020, a Organização Mundial da Saúde (OMS) divulgou que no ano de 2000, a patologia era responsável por 19,0% dos anos vividos com incapacidade causada por todas as doenças e agravos decorrentes de fatores ocupacionais, em todo o mundo.
Os sintomas mais prevalentes, além daqueles relacionados a dificuldade auditiva como a dificuldade de compreensão de fala, o zumbido (tinnitus) e a intolerância a sons intensos, os indivíduos com PAIR ainda podem relatar queixas como cefaleia (dor de cabeça), tontura, irritabilidade, problemas digestivos, entre outros.
Atualmente, existe uma variedade de estratégias de prevenção disponíveis para evitar ou reduzir a perda auditiva, como diminuir a intensidade do som em sua fonte, limitar o tempo de exposição ao ruído e utilizar proteção física. Nos casos onde o ruído é o fator de risco ocupacional são propostos o uso do Equipamento de Proteção Individual (EPI), que pode reduzir os efeitos negativos do ruído excessivo. Se não for prevenida e houver a instalação da perda auditiva pode ser necessário o uso de aparelhos de amplificação sonora individual e a realização de terapias de reabilitação auditiva.
Fatores de Risco
1. Níveis de Intensidade Sonora: Sons acima de 85 dB são considerados prejudiciais, especialmente com exposição prolongada. Sons acima de 120 dB podem causar danos imediatos;
2. Duração da Exposição: A dose de ruído é cumulativa, com risco crescente ao longo do tempo;  
3. Atividades Recreativas e Ocupacionais: Shows, fones de ouvido em volume alto e ocupações como construção civil, transporte e indústria aumentam a probabilidade de PAIR;
4. Falta de Proteção Auditiva: O não uso de Equipamentos de Proteção Individual (EPIs) é um dos principais agravantes da condição.

## Sinais e sintomas
A PAIR gera alguns sintomas e dificuldades que variam conforme o tipo, grau e configuração da perda auditiva. Ela é frequentemente bilateral e simétrica, progredindo de forma lenta e imperceptível nos estágios iniciais. Uns dos primeiros sintomas pode ser a dificuldade em ouvir e/ou manter uma conversa na presença de ruído de fundo, além do frequente aumento do volume da televisão e/ou telefone, dentre outros aparelhos eletrônicos.  O efeito da perda auditiva na percepção da fala tem dois componentes. O primeiro é a perda de audibilidade, que pode ser percebida como uma diminuição geral na intensidade que se ouve. Os aparelhos auditivos modernos compensam essa perda com a amplificação sonora. O segundo componente é conhecido como "distorção" ou "perda de clareza" devido à perda seletiva de frequência.  Devido à sua maior frequência, as consoantes são caracteristicamente afetadas primeiro. Por exemplo, os sons /s/ e /t"/costumam ser difíceis de ouvir para aqueles com perda auditiva, afetando a clareza e, por sua vez, o entendimento da fala.

### Alterações auditivas

#### Mudança permanente de limiar
(em inglês, Permanent Threshold Shift, ou PTS) é uma alteração permanente do limiar auditivo (a intensidade necessária para detectar um som) após um evento, que nunca será recuperada. A PTS é medida em decibel.

#### Mudança temporária de limiar
(em inglês,Temporary Threshold Shift ou TTS) é uma alteração temporária do limiar auditivo, havendo recuperação após algumas horas ou alguns dias. É também chamada de fadiga auditiva, sendo igualmente medida em decibel.

#### Zumbido[12]
O zumbido é descrito como a percepção de um som sem que haja produção por uma fonte sonora externa. Esse som chamado de zumbido, pode ser semelhante a um apito, um ruído ou outro som com características parecidas a determinadas frequências específicas escutadas pelo indivíduo. Existem diversas teorias em relação da fisiopatologia do zumbido, sabe-se que surge como resultado da comunicação de várias regiões do sistema nervoso e do sistema límbico, que pode estar relacionado a alterações e/ou lesões que ocorrem na cóclea. Essas alterações causam desequilíbrios nas vias inferiores do sistema auditivo e acarretam no funcionamento atípico neuronal, depois é evidenciado pelo sistema nervoso central, por último percebido como o zumbido.
O zumbido, condição de saúde caracterizada como a percepção interna de um som na ausência de uma fonte sonora externa,  impacta negativamente a vida de seu portador. Essa alteração afeta diretamente a vida social e profissional do indivíduo, podendo estar relacionada, insônia, ansiedade, depressão (6). Na última década, o zumbido teve um aumento em  sua incidência, passando a acometer 25,3% da população mundial.

##### Causas relacionadas ao zumbido[14]
- Otológicas;
- Neurológicas e traumáticas;
- Efeitos adversos de medicamentos;
- Distúrbios metabólicos;
- Depressão;
- Disfunção temporomandibular;
- Outros.

O zumbido possui algumas características. Pode acometer apenas uma ou ambas as orelhas, ser contínuo ou flutuante, de pitch grave ou agudo. O indivíduo geralmente relata estar escutando um apito (zumbido) fino ou grosso.
É classificado como o terceiro pior sintoma, superado somente pelas dores e tonturas intratáveis. O zumbido afeta de forma direta ou indiretamente a qualidade de vida do indivíduo, em suas atividades profissionais e de lazer, atingindo 17% da população mundial. Causa sofrimento significativo em 4% das pessoas em geral.
Como o zumbido está presente em grupos de diferentes patologias, para seu tratamento, é necessário determinar e conhecer suas características, causas e as consequências que gera na vida do sujeito. Ainda não há um tratamento efetivo e comprovado cientificamente. Porém algumas abordagens terapêuticas pode ser realizadas, como por exemplo: terapias odontológicas; terapias alternativas (acupuntura, técnicas de relaxamento e musicoterapia); terapias comportamentais; medicação; alterações na dieta; encaminhamento para uso de aparelho auditivo anti-zumbido; e terapia com sons externos (ruídos brancos, músicas ou sons da natureza) com o intuito de "mascarar' a percepção do zumbido.

#### TonturaouVertigem
Fisiologia dos sintomas
Os sintomas auditivos mencionados acima são os sinais externos da resposta fisiológica à super estimulação coclear. Essa resposta, é proveniente de ao menos 3 fatores. O primeiro deles, a danificação das células ciliadas da cóclea que não se regeneram, fazem com que a perda auditiva seja irreversível. Já o segundo está atrelado a inflamação das áreas expostas, que por sua vez geram um fluxo sanguíneo ruim nos vasos sanguíneos expostos (estase vascular) e um mau suprimento de oxigênio para o líquido dentro da cóclea (hipóxia endolinfática), piorando a degeneração e danificando as células ciliadas. Por último, os danos sinápticos por excitotoxicidade são gerado a partir da super estimulação do ruído, o qual  provoca uma liberação excessiva de glutamato, fazendo com que o botão pós-sináptico inche e estoure. No entanto, a conexão do neurônio pode ser reparada, e a perda auditiva causada apenas pela excitotoxicidade pode ser recuperada dentro de 2 a 3 dias.
A PAIR e o Trauma acústico apresentam alguns sintomas, como:

### Alterações não auditivas
A exposição ao ruído pode acarretar também em efeitos sobre o organismo, como:

#### Diminuição da qualidade de vida
A avaliação dos efeitos não-auditivos da PAIR está relacionada com as consequências na vida diária do indivíduo. Essa avaliação se faz necessária para analisar o quanto a perda auditiva está interferindo na vida pessoal e profissional do indivíduo, demonstrando o real cenário das delimitações do problema e orientando possíveis estratégias de reabilitação.
Um instrumento importante para analisar as implicações da PAIR na qualidade de vida é a Classificação Internacional de Funcionalidade, Incapacidade e Saúde, publicado em 2003 pela Organização Mundial da Saúde e Organização Pan-Americana da Saúde. Por sua vez, ela  busca classificar através de bases científicas a compreensão e o estudo da saúde. Oferece uma explicação sobre situações relacionadas ao funcionamento humano e suas restrições, envolvendo funções e estruturas corporais, atividades e participação, relacionados às ações tanto individuais como coletivas.
A PAIR tem implicações na qualidade de vida que vão além dos sintomas a ela relacionados e da capacidade de ouvir. A análise da escala Disability-adjusted life years (DALYs) foi realizada para trabalhadores norte-americanos expostos ao ruído. O DALYs representam o número de anos saudáveis perdidos devido a uma doença ou outra condição de saúde.
Desse modo, o NIOSH utilizou essa escala no artigo do CDC Morbidity and Mortality Weekly Report " Deficiência auditiva entre trabalhadores expostos ao ruído nos Estados Unidos, 2003-2012 " para avaliar o impacto da PAIR. Os resultados mostraram que em média,  2,5 anos saudáveis foram perdidos a cada ano para cada 1.000 trabalhadores, sendo que esse valor pode ser maior no caso de trabalhadores na área de mineração, os quais perdem cerca de 3,5 anos.
Interações sociais desafiadoras podem levar a uma diminuição da autoestima, vergonha e medo, principalmente em indivíduos mais jovens, justamente pela perda auditiva ser considerada socialmente algo ligado a velhice. Entretanto, independentemente da idade, podem levar ao isolamento social, que é conhecido por afetar negativamente a saúde geral e o bem-estar, podendo até mesmo ocasionar quadros depressivos.

## Causas
Existem dois tipos básicos de PAIR:
- PAIR causada por trauma acústico
- PAIR desenvolvida gradualmente.

### PAIR x Trauma acústico
A PAIR causada por trauma acústico agudo pode ser originada através de um som explosivo instantâneo com pico de pressão sonora que excede 140 dB. Esses níveis, por sua vez, prejudicam diretamente as estruturas cocleares. Algumas fontes podem ser explosões, tiroteio, batida de um grande tambor e fogos de artifício.

### PAIR desenvolvida gradualmente
O desenvolvimento gradual da PAIR refere-se ao dano coclear permanente causado pela exposição repetida a sons altos durante um período de tempo. Ao contrário do trauma acústico, esta forma de PAIR não ocorre a partir de uma única exposição a um nível de pressão sonora de alta intensidade. O desenvolvimento gradual da PAIR pode ser causado por exposições múltiplas ao ruído excessivo no local de trabalho ou a qualquer fonte repetitiva de exposições frequentes a sons de volume excessivo, como aparelhos de som domésticos e de veículos, shows, boates e tocadores de mídia pessoais.

### Ambiente de trabalho
Globalmente, cerca de 22 milhões de trabalhadores estão expostos a ruídos perigosos, com milhões adicionais expostos a solventes e metais que podem aumentar o risco de desenvolver a PAIR. A perda auditiva ocupacional está presente em até 33% dos trabalhadores em geral. A exposição ocupacional ao ruído causa 16% da perda auditiva incapacitante em todo o mundo.
A seguir, uma lista de ocupações mais suscetíveis à perda auditiva:
- Agricultura
- Mineração
- Construção
- Fabricação
- Serviços de utilidade pública
- Transporte
- Militares
- Músicos
- Maestros de orquestra

#### Padrões de local de trabalho
Como já dito, o risco de desenvolvimento da patologia está diretamente atrelado ao tempo de exposição e ao nível de intensidade. Sendo assim, os trabalhadores que atuam nas áreas estão dentro do grupo de risco. Pensando nisso, no Brasil a Norma Regulamentadora do Ministério do Trabalho, NR 15 foi criada para  estabelecer os limites de tolerância para a exposição ao ruído contínuo ou intermitente e para ruído de impacto. Abaixo a tabela adaptada (do anexo Nº 1) demonstra esses limites.
| Nível de Ruído dB | Máxima Exposição Diária |
| ----------------- | ----------------------- |
| 85                | 8 horas                 |
| 90                | 4 horas                 |
| 95                | 2 horas                 |
| 100               | 1 hora                  |
| 105               | 30 minutos              |
| 110               | 15 minutos              |
| 115               | 7 minutos               |

Além disso, a NR 6 também determina os cuidados que os empregadores devem ter ao contratar um funcionário inserido em um ambiente de trabalho ruidoso. Desse modo, estabelece o que é e quais são os Equipamentos de proteção individuais  (EPI'S), responsabilidades do empregador e do empregado em relação ao fornecimento e uso dos equipamentos , além de outras orientações para normalizar e padronizar as ferramentas que resguardam a saúde e promovem a proteção individual de trabalhadores de diferentes segmentos.
Ademais, a NR7 também institui parâmetros para monitorar a exposição de riscos à saúde, incluindo os ruídos. Embora os trabalhadores reconheçam os casos de PAIR e seus sintomas acabam não os notificando, pois a saúde do trabalhador não é vista como um fator que faz parte do seu serviço, ocasionando prejuízos nas políticas de saúde do trabalhador. Além disso, vale ressaltar que a saúde do trabalhador é assegurada pela Constituição Federal de 1989.
Por outro lado,  perda auditiva induzida pela música ainda é um tema controverso para os pesquisadores da audição, em termos populacionais. Entretanto, recomendações para músicos protegerem sua audição foram lançadas em 2015 pelo NIOSH. Dentre essas recomendações pode-se citar a educação em saúde auditiva para profissionais dentro da indústria musical, avaliações auditivas anuais para monitorar os limiares, avaliações de nível de som para determinar a quantidade de tempo que esses profissionais devem gastar nesse ambiente e também a proteção auditiva. Além dessas, também foi sugerido mudanças como o nível dos alto falantes e o ajuste do layout da banda/orquestra, as quais nem sempre são viáveis.
Ademais, o uso de proteção auditiva entre músicos é baixo por motivos como a percepção de distorção dos sons. Desse modo, ainda continuam menos propensos ao uso, ainda que estejam conscientes dos riscos. Pesquisas sugerem que programas de educação podem ser benéficos para músicos, bem como trabalhar com profissionais de saúde auditiva para ajudar a resolver os problemas específicos que os músicos enfrentam.

### PAIR de origem Recreativa
Também chamada de perda auditiva induzida por ruído não ocupacional, é aquela que é adquirida devido a longas e frequentes exposições a ambientes que forneçam uma grande pressão sonora.
Em baladas, bares e clubes noturnos, por exemplo, os níveis de intensidade podem estar na faixa de 104 a 112 dB. Esses valores equivalem a mesma exposição sonora que um profissional da indústria sofre em uma jornada diária de 8 horas.
Além disso, eventos esportivos, comumente frequentados por adolescentes e adultos a faixa de intensidade pode chegar de 80 a 117 dB, igualmente prejudiciais a saúde auditiva.
Por último, não somente o público jovem estão expostos a esses sons, alguns brinquedos infantis podem ser capaz de gerar intensidades de 110 a 150 dB.
Abaixo, uma tabela adaptada da OMS relacionando algumas atividades recreativas e a intensidade do som (em dB) mensurados.
| Atividade Recreativa                     | Intensidade do som (dB) | Tempo médio de cada atividade |
| ---------------------------------------- | ----------------------- | ----------------------------- |
| Brinquedos musicais, baterias e cornetas | 120 (máx)               | -                             |
| Partida de futebol                       | 92.7                    | 90 minutos                    |
| Clube noturno                            | Média de 110.2          | 4 horas semanais              |
| Show ao vivo                             | Cerca de 92             | Por volta de 3 horas          |
| Balada                                   | Entre 104.3 e 112.4     | -                             |

## Mecanismos

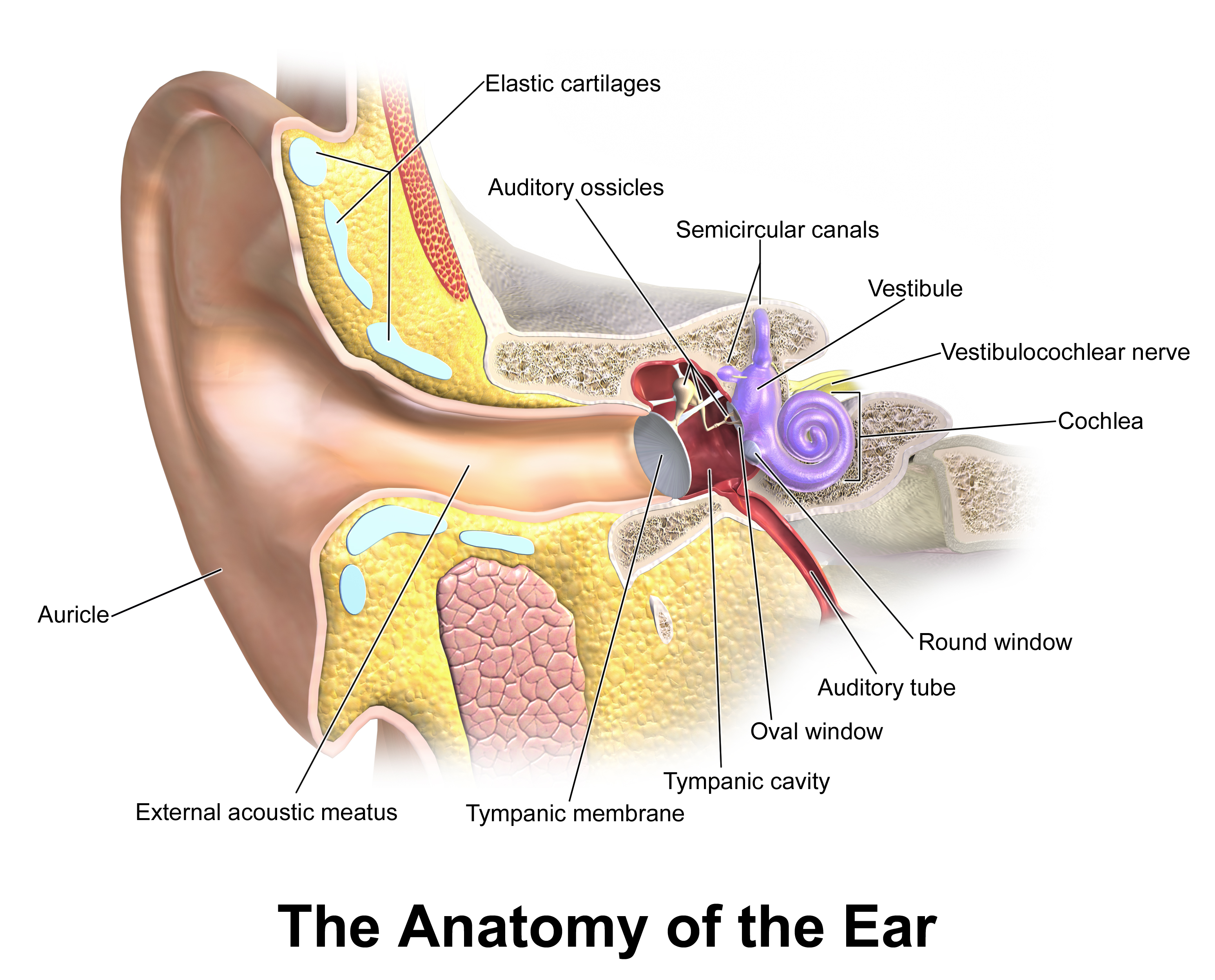
Anatomia da Orelha

A PAIR ocorre quando muita intensidade sonora é transmitida para o sistema auditivo. Um sinal acústico de uma fonte sonora, como um rádio, entra no Meato Acústico Externo (MAE) e é canalizado para a membrana timpânica (tímpano), fazendo com que ela vibre. A vibração da membrana timpânica faz com que os ossículos da orelha média, o martelo, a bigorna e o estribo entrem em movimento. Os ossículos da orelha média transferem energia mecânica para a cóclea por meio da batida do estribo contra a janela oval. Esta movimentação faz com que o fluido dentro da cóclea (perilinfa e endolinfa) seja deslocado, provocando o movimento das células ciliadas (células sensoriais na cóclea) e um sinal elétrico a ser enviado do nervo auditivo (CN VIII) para o sistema auditivo central dentro do cérebro. É aqui que o som é percebido. Diferentes grupos de células ciliadas respondem a diferentes frequências, aquelas situadas na ou perto da base da cóclea são mais sensíveis a sons de alta frequência, enquanto aquelas no ápice são mais sensíveis a sons de baixa frequência. Existem dois mecanismos biológicos conhecidos de PAIR de intensidade sonora excessiva: danos às células ciliadas e danos à mielinização ou regiões sinápticas dos nervos auditivos.

### Danos as células ciliadas ou morte
Quando a audição é exposta a níveis sonoros excessivos ou sons fortes ao longo do tempo, a super estimulação das células ciliadas leva à produção pesada de espécies reativas de oxigênio, levando à morte celular oxidativa. Em experimentos com animais, verificou-se que as vitaminas antioxidantes reduzem a perda auditiva mesmo quando administradas no dia seguinte à exposição ao ruído, apesar de não prevenir completamente. Os danos variam desde a exaustão das células ciliadas (audição) na orelha interna até a perda dessas células. A PAIR é, portanto, consequência da super estimulação das células ciliadas e das estruturas de suporte. Danos estruturais às células ciliadas (principalmente as células ciliadas externas) resultam em perda auditiva que pode ser caracterizada por uma atenuação e distorção dos estímulos auditivos recebidos.
Durante a morte das células ciliadas, desenvolvem-se "cicatrizes" que impedem que o fluido rico em potássio da endolinfa se misture com o fluido no domínio basal. O fluido rico em potássio é tóxico para as terminações neuronais e pode danificar a audição de toda a orelha. Se o fluido da endolinfa se misturar com o fluido no domínio basal, os neurônios se despolarizam, causando perda auditiva completa. Além da perda auditiva completa, se a área não for selada e o vazamento continuar, mais dano tecidual ocorrerá. As "cicatrizes" que se formam para substituir a célula ciliada danificada são causadas pelo suporte de células ciliadas que sofrem apoptose e selam a lâmina reticular, o que impede o vazamento de fluido. A morte celular de duas células ciliadas de suporte expande rapidamente seu domínio apical, que comprime a célula ciliada abaixo de seu domínio apical.

### Danos ao nervo auditivo
Estudos recentes investigaram mecanismos adicionais da PAIR envolvendo a transmissão eletroquímica de impulsos nervosos atrasada ou desativada da célula ciliada para e ao longo do nervo auditivo. Em casos de trauma acústico agudo extremo, uma porção do dendrito pós-sináptico (onde a célula ciliada transfere sinais eletroquímicos para o nervo auditivo) pode romper com a super estimulação, interrompendo temporariamente toda a transmissão do input auditivo para o nervo auditivo. Isso é conhecido como excitotoxicidade. Geralmente, esse tipo de ruptura se cura em cerca de cinco dias, resultando na recuperação funcional dessa sinapse. Enquanto cura, uma superexpressão de receptores de glutamato pode resultar em zumbido temporário. Rupturas repetidas na mesma sinapse podem falhar na cicatrização, levando à perda auditiva permanente.
A exposição prolongada ao ruído de alta intensidade também tem sido associada ao rompimento das sinapses da fita localizada na fenda sináptica entre as células ciliadas internas e as fibras nervosas do gânglio espiral, levando a um distúrbio denominado sinaptopatia coclear ou perda auditiva oculta. Esse distúrbio é cumulativo e, ao longo do tempo, leva à degeneração das células ganglionares espirais da orelha interna e à disfunção geral da transmissão neural entre as fibras nervosas auditivas e a via auditiva central. O sintoma mais comuns da sinaptopatia coclear é a dificuldade em compreender a fala, especialmente na presença de ruído competitivo. No entanto, esse tipo de deficiência auditiva é muitas vezes indetectável pela audiometria tonal convencional, portanto, o termo perda auditiva "oculta".
A superexposição acústica também pode resultar em diminuição da mielinização em pontos específicos do nervo auditivo. A mielina, uma bainha isolante que envolve os axônios nervosos, acelera os impulsos elétricos ao longo dos nervos em todo o sistema nervoso. O afinamento da bainha de mielina no nervo auditivo retarda significativamente a transmissão de sinais elétricos das células ciliadas para o córtex auditivo, reduzindo a compreensão dos estímulos auditivos retardando a percepção auditiva, particularmente em ambientes ruidosos.

### Suscetibilidade individual ao ruído
Parece haver grandes diferenças na suscetibilidade individual à PAIR. Os seguintes fatores foram implicados:
- ausência de reflexo acústico[55]
- perda auditiva sensorioneural prévia[56]
- estado de saúde geral ruim: função cardiovascular ruim, ingestão insuficiente de oxigênio, alta taxa de agregação plaquetária; e mais importante, uma alta viscosidade do sangue[55]
- tabagismo[56]
- exposição a substâncias químicas ototóxicas (medicamentos ou produtos químicos ambientais que podem danificar a orelha), incluindo certos solventes e metais pesados[56][57][58]
- diabetes tipo 2[56]

## Diagnóstico

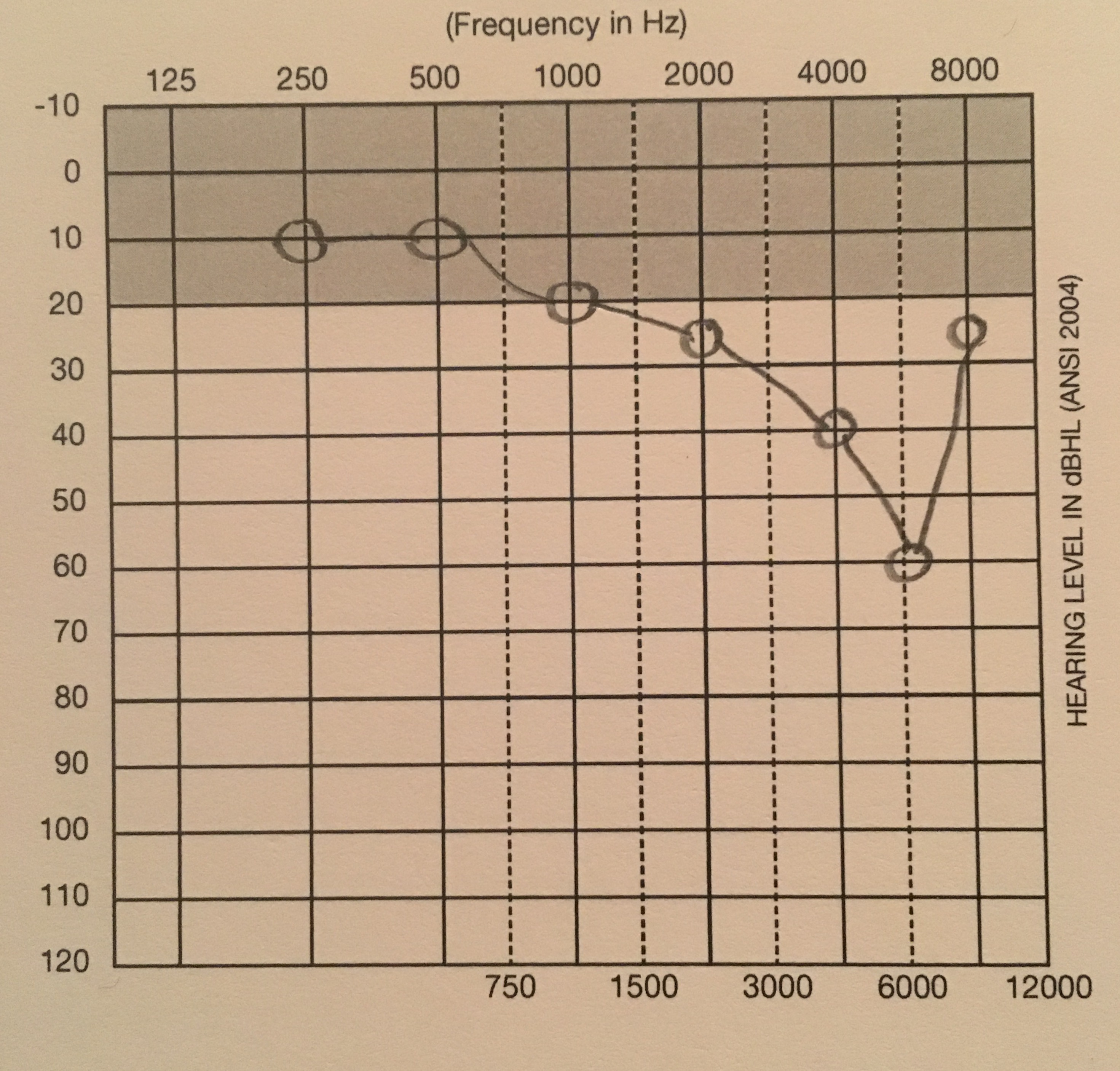
Exemplo de audiograma de uma perda auditiva nas frequências altas em forma de entalhe

O diagnóstico da Pair está diretamente ligado com a avaliação clínica e ocupacional, na qual pesquisa-se a exposição ao risco, pregressa e atual, considerando-se os sintomas característicos. O primeiro mecanismo utilizado é anamnese ocupacional, a qual visal buscar relações entre a exposição e os sinais e sintomas.
Em sua essência deve ser realizado por um profissional capaz, isto é, um médico ou um fonoaudiólogo. A avaliação dos efeitos auditivos incluem os seguintes exames, os quais são realizados sob determinadas condições, estabelecidas pela Portaria n.º 19, da Norma Regulamentadora n.º 7 (NR-7): Utilização de cabina acústica, utilização de equipamento calibrado e repouso acústico de 14 horas.
- Audiometria tonal por via aérea e por via óssea;
- Logoaudiometria;
- Imitanciometria.

Além disso, os efeitos não-auditivos da PAIR são avaliados com a finalidade de investigar de que forma e quanto essa perda auditiva interfere na vida pessoal e profissional do indivíduo, possibilitando o real dimensionamento do problema, e o direcionamento das ações para a reabilitação. Para tal, pode-se ser usada a própria anamnese ocupacional e outros instrumentos padronizados específicos para o levantamento de dificuldades de vida diária (principalmente comunicação) como questionários de auto-avaliação.
Por último, pode ser feito o diagnóstico diferencial, que por sua vez tem o objetivo de diferenciar a PAIR de outros acometimentos auditivos que são semelhantes e podem ser originados da mesma maneira. Um exemplo similar a PAIR é a Mudança Transitória de Limiar.

## Prevenção
A exposição a ruído não ocupacional não é regulada ou governada da mesma maneira que a exposição ao ruído ocupacional; portanto, os esforços de prevenção dependem fortemente de campanhas de conscientização da educação e políticas públicas. A OMS cita que quase metade das pessoas afetadas pela perda auditiva poderia ter sido evitada por meio de esforços de prevenção primária, tais como: "reduzir a exposição (ocupacional e recreativa) a sons fortes, aumentar a conscientização sobre os riscos, desenvolver e fazer cumprir a legislação relevante", encorajar indivíduos a usarem dispositivos de proteção pessoal, como protetores auriculares comuns, protetores auriculares com cancelamento de ruído."

### Atenção Primária à Saúde Auditiva
O Política Nacional de Atenção à Saúde Auditiva cadastrada a partir das Portarias 587 e 589 do Ministério da Saúde em 2004, atribui os três níveis de complexidade do SUS: atenção primária, secundária e terciária. A atenção básica ou primária básica é responsável por ações coletivas que visem à promoção da saúde auditiva, a prevenção e a identificação precoce da deficiência da audição, além da realização de atividades e processos informativos e educativos.
Estas ações em saúde auditiva quando aliadas a experiências de intervenções preventivas e educativas, auxilia no desenvolvimento de sujeitos capazes de se “auto-cuidar”, isto é, promover a conscientização sobre a saúde auditiva a fim de se evitar, por exemplo, o desencadeamento e o agravamento da perda auditiva induzida pelo ruído.
A atenção primária além de visar a promoção da saúde auditiva através da prevenção, com medidas educativas principalmente de conscientização, também atua na identificação precoce da deficiência da audição com programas de triagens auditivas neonatais, triagem em escolares e em trabalhadores expostos a ruído. No que tange a PAIR, um estudo verificou que os profissionais de saúde que atuam na atenção básica conhecem as características da PAIR e sentem-se aptos para identificar os casos de perda auditiva ocupacional. Mas ainda há poucos registros de notificação dos casos suspeitos de PAIR, que vem a ser um instrumento valioso para vigilância da saúde do trabalhador. Estas informações se destinam à compreensão do quadro epidemiológico da PAIR, suas tendências e fatores que condicionam ou determinam o comportamento da doença, para a tomada de decisões oportunas. Caso contrário, corre-se o risco de que a notificação passe a ser apenas um registro estatístico, superpondo-se a muitos outros que existem no sistema de saúde.

### Dispositivos pessoais de proteção auditiva
Os dispositivos pessoais proteção auditiva ou protetores auditivos podem ser passivos, ativos ou uma combinação. Proteção auditiva passiva inclui protetores auditivos que podem bloquear o ruído até uma frequência específica,  podendo fornecer ao usuário de 10 a 40 dB de atenuação do ruído. No entanto, o uso de protetores auditivos só é eficaz se os usuários tiverem sido instruídos e os usarem adequadamente; sem o uso adequado, a proteção fica muito abaixo das classificações do fabricante. Maior consistência de desempenho foi encontrada com protetores personalizados. Devido à facilidade de uso sem educação e facilidade de aplicação ou remoção, os protetores auditivos têm mais consistência com a conformidade e a atenuação do ruído. A proteção ativa da audição (dispositivos de proteção auditiva de passagem eletrônica ou EPHPs) filtra eletronicamente ruídos de frequências específicas ou decibéis, enquanto permite a passagem do ruído restante.

### Programas de Conservação Auditiva (PCA)
Também denominado Programas de Preservação Auditiva (PPA) e Programas de Prevenção de Perdas Auditivas (PPPA). Aos trabalhadores expostos a níveis de ruído acima de 85 dBA é preconizada pela Administração de Segurança e Saúde Ocupacional (OSHA) a inclusão em um programa de conservação auditiva (PCA), que inclui medição de ruído, controle de ruído, audiometria periódica, proteção auditiva, educação dos trabalhadores e manutenção de registros. A maioria das regulamentações de saúde e segurança é projetada para manter o risco de danos dentro de "limites aceitáveis" - isto é, algumas pessoas provavelmente incorrerão em uma perda auditiva mesmo quando expostas a menos do que a quantidade diária máxima de ruído especificada em um regulamento. Programas de conservação auditiva em outras esferas (escolas, militares) tornaram-se mais comuns, e foi estabelecido que comportamentos de escuta inseguros, como ouvir ruídos de intensidade elevada por longos períodos sem proteção, persistem, apesar do conhecimento de possíveis efeitos de perda auditiva.
No entanto, entende-se que os PCAs são projetados para mudar o comportamento, que é conhecido por ser uma questão complexa que requer uma abordagem multifacetada. Segundo Keppler |numero-autores=et al. em seu estudo de 2015 sobre tal programação, é necessária uma mudança de atitude em relação à suscetibilidade de risco e grau de gravidade da perda auditiva. Entre os adultos jovens, o conceito de gravidade é mais crucial porque se descobriu que a mudança de comportamento pode não ocorrer a menos que um indivíduo sofra de PAIR ou zumbido a ela relacionado, promovendo uma abordagem multifacetada baseada em programas de conservação auditiva e educação.
Intervenções para prevenir a PAIR geralmente têm muitos componentes. Uma revisão Cochrane de 2017 descobriu que os PCAs revelaram que uma legislação mais rigorosa poderia reduzir os níveis de ruído. Dar aos trabalhadores informações sobre seus próprios níveis de exposição ao ruído não foi demonstrado para diminuir a exposição ao ruído. A proteção auricular, se usada corretamente, tem o potencial de reduzir o ruído a níveis mais seguros, mas não necessariamente previne a perda auditiva. Soluções externas, como a manutenção adequada do equipamento, podem levar à redução de ruído, mas é necessário um estudo mais aprofundado desse problema em condições da vida real. Outras soluções possíveis incluem melhor aplicação da legislação existente e melhor implementação de programas de prevenção bem concebidos, que ainda não foram provados conclusivamente para serem eficazes.

### Educação em saúde auditiva
A educação é fundamental para a prevenção. Antes de conhecer ações de proteção, a pessoa deve entender que está em risco para a PAIR e conhecer suas opções de prevenção. Os programas de proteção auditiva têm sido prejudicados por pessoas que não usam a proteção por várias razões, incluindo o desejo de conversar, relatos de dispositivos desconfortáveis, falta de preocupação com a necessidade de proteção e pressão social contra o uso de protetores. Embora os jovens estejam em risco de perda auditiva, um estudo descobriu que 96,3% dos pais não acreditavam que seus adolescentes estivessem em risco, e apenas 69% haviam conversado com seus filhos sobre o assunto e os que sabiam dos riscos da PAIR tinham maior probabilidade de conversar com seus filhos adolescentes.
Uma revisão sistemática da eficácia das intervenções para promover o uso de dispositivos de proteção auditiva, como protetores auriculares (tipo plugue e abafadores) entre os trabalhadores, descobriu que intervenções personalizadas melhoram o uso médio de tais dispositivos quando comparados com nenhuma intervenção. Intervenções sob medida envolvem o uso de comunicação ou outras estratégias que são específicas para um indivíduo ou um grupo e têm como objetivo mudar o comportamento. Também existem as intervenções mistas, que usam ferramentas como correspondências, distribuição de dispositivos de proteção auditiva, avaliações de ruído e testes auditivos. São mais eficazes para melhorar o uso de dispositivos de proteção auditiva em comparação com o teste de audição sozinho. Programas que aumentaram a proporção de trabalhadores que usavam equipamento de proteção auditiva reduziram a perda auditiva geral.

## Tratamento
As opções de tratamento que oferecem "cura" para a PAIR estão em pesquisa e desenvolvimento. Atualmente, não há cura comumente usada, mas sim dispositivos e terapias de auxílio para tentar controlar os sintomas da PAIR.

### Trauma acústico
Vários ensaios clínicos foram realizados para tratar a PAIR temporária que ocorre após um evento de ruído traumático. Em 2007, indivíduos com trauma acústico agudo após a exposição a fogos de artifício foram injetados intratimpânicamente com um ligante permeável às células, o AM-111. O ensaio encontrou que o AM-111 pareceu ter um efeito terapêutico em pelo menos 2 casos daqueles com trauma agudo. O tratamento com uma combinação de prednisolona e piracetam pareceu resgatar pacientes com trauma agudo após exposição a tiros. No entanto, aqueles que receberam o tratamento dentro de uma hora de exposição tiveram taxas mais altas de recuperação e mudanças de limiar significativamente menores em comparação com aqueles que receberam tratamento após 1 hora.
Além disso, ensaios clínicos utilizando antioxidantes após um evento de ruído traumático para reduzir as espécies reativas de oxigênio mostraram resultados promissores. Injeções de antibióticos contendo alopurinol, lazaróides, α-D-tocoferol e manitol reduziram o deslocamento do limiar após a exposição ao ruído. Outro antioxidante, Ebselen, demonstrou ter resultados promissores para TTS e perda auditiva permanente. O Ebselen imita o peróxido de glutationa, uma enzima que tem muitas funções, incluindo a eliminação de peróxido de hidrogênio e espécies reativas de oxigênio. Após a exposição ao ruído, o peróxido de glutationa diminui na orelha. Uma administração oral de ebselen em ambos os testes pré-clínicos em cobaias e testes em humanos indicam que o TTS e a perda permanente foram reduzidos.
Recentemente, a terapia combinada com oxigenoterapia hiperbárica (OHB) e corticosteroides tem se mostrado eficaz para o trauma acústico agudo. A exposição aguda ao ruído provoca inflamação e menor suprimento de oxigênio na orelha interna. Os corticosteroides impedem a reação inflamatória e a oxigenoterapia hiperbárica fornece um suprimento adequado de oxigênio. Esta terapia mostrou-se eficaz quando iniciada dentro de três dias após o trauma acústico. Portanto, essa condição é considerada uma emergência otorrinolaringológica.

### PAIR desenvolvida gradualmente
Apesar de ainda não haver um tratamento utilizado, pesquisas atuais sobre o possível uso de drogas e terapias genéticas. Além disso, existem opções de gerenciamento, como aparelhos auditivos e aconselhamento.
Muitos estudos foram realizados observando a regeneração de células ciliadas na orelha interna. Embora as células ciliadas geralmente não sejam substituídas pela regeneração celular, mecanismos estão sendo estudados para induzir a substituição dessas importantes células. Um estudo envolve a substituição de células ciliadas danificadas por células regeneradas, por meio do mecanismo de transferência gênica do gene atonal Math1 para células-tronco pluripotentes dentro da orelha interna. Outros genes atonais estão sendo estudados para induzir a regeneração de células ciliadas na orelha interna.

## Gestão
Para as pessoas que vivem com a PAIR, existem várias opções de gerenciamento que podem melhorar a capacidade de comunicação. Essas opções incluem aconselhamento, amplificação e outros dispositivos de escuta assistida, como sistemas de frequência modulada (FM). Os sistemas FM podem melhorar o uso de aparelhos auditivos e superar os efeitos de más condições de audição porque o sinal é enviado do microfone usado pelo alto-falante diretamente para o ouvinte. O prognóstico melhorou com os recentes avanços na tecnologia de aparelhos auditivos digitais, como microfones direcionais, aparelhos auditivos de adaptação aberta e algoritmos mais avançados. As avaliações audiológicas anuais são recomendadas para monitorar qualquer alteração na audição do paciente e modificar as prescrições de aparelhos auditivos.
Uma revisão sistemática realizada pela Força-Tarefa da Academia Americana de Audiologia sobre a qualidade de vida relacionada à Saúde - Benefícios da amplificação em adultos - encontrou o uso de próteses auditivas para aumentar a qualidade de vida. A revisão refere-se a adultos que sofreram perda auditiva sensorioneural, que pode ser causada por ruído excessivo e forte.

## Epidemiologia
A Organização Mundial da Saúde (OMS) estima que cerca de 360 milhões de pessoas têm perda auditiva de moderada a profunda por todas as causas.  As taxas de perda auditiva são tradicionalmente atribuídas à exposição ocupacional ou por armas de fogo, bem como à exposição recreativa.  A OMS estimou em 2015 que 1,1 bilhão de jovens correm risco de sofrer perda auditiva causada por práticas de escuta inseguras. A estimativa foi atualizada em 2022 para 1,35 bilhão de jovens. A exposição excessiva a ruídos intensos é parcialmente atribuída à exposição recreativa, como o uso de dispositivos escuta pessoal com música em volume intenso por longos períodos ou configurações sociais como bares, entretenimento e eventos esportivos.
Aproximadamente 24% dos adultos entre 20 e 69 anos nos Estados Unidos possuem um entalhe audiométrico, sugerindo altos níveis de exposição ao ruído a partir de 2011.  Esses dados identificaram diferenças na PAIR com base na idade, sexo, raça / etnia e se a pessoa está ou não exposta ao ruído no trabalho. Entre as pessoas com idades entre 20 e 29 anos, 19,2% tiveram um entalhe audiométrico, em comparação com 27,3% das pessoas com idade entre 50 e 59 anos.  Em geral, os homens tiveram um entalhe mais frequente do que as mulheres, independentemente da exposição ocupacional ao ruído, tanto para os entalhes audiométricos unilaterais quanto bilaterais.
A exposição ao ruído ocupacional é um fator de risco para a PAIR. Um estudo examinou os resultados dos testes auditivos obtidos entre 2000-2008 para trabalhadores com idades entre 18 e 65 anos que tiveram uma exposição ocupacional ao ruído maior do que o trabalhador médio. Da amostra coletada, 18% dos trabalhadores apresentaram perda auditiva. Das ocupações consideradas, a indústria de mineração apresentou a maior prevalência e risco de perda auditiva, em aproximadamente 27%. Outras indústrias com maior prevalência e risco incluem Construção (23,48%) e Manufatura, com destaque para Produtos de Madeira e Produtos Minerais Não-metálicos (19,89%), Vestuário (20,18%) e Maquinário (21,51%). Estimativas das taxas de perda auditiva foram relatadas para trabalhadores do setor de Agricultura, Silvicultura, Pesca e Caça (AFFH). A prevalência geral de perda auditiva (definida como um limiar de média de tom puro nas frequências de 1000, 2000, 3000 e 4000 Hz de 25 dB ou mais em ambos as orelhas) foi de 15%, mas essa taxa foi excedida em vários dos subsetores dessas indústrias. As prevalências foram maiores entre os trabalhadores em viveiros florestais e coleta de produtos florestais em 36% e em operações de tratos florestais em 22%. O subsetor de Aquicultura teve o maior risco ajustado (razão de probabilidade ajustada de 1,7) de todos os subsetores das indústrias Agrícola, Florestal, Pesca e Caça.  A mesma metodologia foi usada para estimar a prevalência de perda auditiva para trabalhadores americanos expostos ao ruído dentro do setor de Assistência Médica e Assistência Social.  A prevalência de perda auditiva no subsetor de laboratórios médicos foi de 31% e no subsetor de escritórios de todos os outros profissionais de saúde foi de 24%. O subsetor de Serviços de Creches da Criança apresentou um risco 52% maior do que o setor de referência. Enquanto a prevalência geral do setor de HSA para perda auditiva foi de 19%, as prevalências no subsetor de laboratórios médicos e no de escritórios de todos os outros profissionais de saúde foram de 31% e 24%, respectivamente. O subsetor de serviços de creche da criança teve um risco 52% maior do que a indústria de referência de trabalhadores que não estão expostos ao ruído no trabalho (mensageiros e mensageiros).

## PAIR e Saúde do Trabalhador
Mesmo que 56,2% relatam estar preparados para identificar problemas de saúde relacionados ao trabalho, apenas 43,7% se sentem aptos a identificar PAIR, pois não possuem formação em saúde do trabalhador, e possuem receio devido ao tempo reduzido das consultas. Podendo- se concluir que embora os profissionais da saúde saibam identificar os casos de PAIR, eles não são notificados, pois não identificam a saúde do trabalhador como um programa que faz parte dos serviços. O que ocasiona prejuízos nas políticas de saúde do trabalhador.  E não indica inaptidão ao trabalho, de acordo com a Portaria n° 6.734, de 9 de março de 2020. Ela é monitorada pela vigilância em saúde do trabalhador (VISAT) e a Rede Nacional de Atenção Integral à Saúde do Trabalhador (RENAST), possui 210 Centros de Referência em Saúde do Trabalhador (CEREST) responsáveis pela coordenação das ações. A Norma Regulamentadora nº 7 estabelece necessidade de realização exames audiométricos admissionais periódicos e sempre que o ambiente possuir níveis de pressão sonora superiores a 85dB em 8 horas de exposição.

### Perda auditiva pela música (PAIM)
Devido às extensas horas diárias de ensaios e às frequentes apresentações, os músicos, independentemente do gênero musical, podem sofrer danos auditivos que afetam tanto sua vida profissional quanto pessoal, em vista da exposição constante aos níveis elevados de pressão sonora provocados pela música.
A música, mesmo não sendo categorizada como ruído, quando executada com intensidade sonora elevada, pode prejudicar progressiva e permanentemente o sistema auditivo. Embora o ruído comumente associado a danos auditivos seja o ocupacional, qualquer fonte sonora com níveis de pressão sonora acima de 85 dB(A) pode ser prejudicial à audição e ao indivíduo, dependendo da duração diária e da frequência dessa exposição. Portanto, dependendo dessas variáveis (intensidade, tempo e frequência), os músicos podem desenvolver perda auditiva, com a influência da variabilidade individual na suscetibilidade às lesões auditivas.
De acordo com uma análise da literatura sobre o tema, os músicos frequentemente enfrentam níveis variados de pressão sonora, dependendo do estilo musical, do local de apresentação, dos instrumentos utilizados, da posição do músico na banda ou orquestra, entre outros fatores. Isso resulta em níveis de pressão sonora que variam de aproximadamente 81,4 dB(A) em orquestras sinfônicas a 119 dB(A) em grupos de Maracatu.
A NR 15, que aborda Atividades e Operações Insalubres, recomenda que não haja exposição a níveis acima de 85 dB(A) por mais de oito horas de som contínuo ou intermitente. Para cada aumento de 5 dB(A) na intensidade do som, o tempo de exposição deve ser reduzido pela metade. Portanto, para uma exposição a níveis de 115 dB(A), o máximo permitido seria de sete minutos. Com base nessas diretrizes, fica evidente que os músicos em geral estão sujeitos a níveis de pressão sonora que podem prejudicar a audição, já que excedem as recomendações para a saúde auditiva.